# Giuliano Cabras
Giuliano Cabras (Bessude, 9 aprile 1840 – 19 ottobre 1905) è stato un vescovo cattolico italiano.